# Hegedüs Tibor
Hegedüs Tibor (Szeged, 1961. június 18. –) magyar csillagász, a Szegedi Tudományegyetem Bajai Obszervatóriumának igazgatója.

## Élete
1961-ben született Szegeden. Az általános iskolában felkeltette érdeklődését a csillagászat Lábodi Lászlóné tanárnőjének köszönhetően. Már ifjúkorában csillagászati szakkört, megyei csillagászati vetélkedőt, komplex köztéri bemutatókat szervezett. Felsőfokú tanulmányait fizikus szakon a József Attila Tudományegyetemen kezdte meg. Szatmáry Károly korán felismerte tehetségét, beajánlotta az MTA Csillagászati Kutatóintézetébe. Szintén Szatmáry biztatására vett részt  az Odesszai Állami Mecsnyikov Egyetem féléves asztrofizika részképzésén. Az egyetemet végül egyéni  levelezőként végezte, mivel 1984-től a Bajai Obszervatórium állandó munkatársa lett. 1994. április 1-től annak igazgatója. Vezetése alatt az intézményt sikeresen integrálta a nemzetközi tudományos szférába, kutatócsoportjával részt vett az SN2010gn szupernóva felfedezésében.
2010 óta vesz részt a Nemzetközi Csillagászati Olimpián mint a magyar csapat felkészítője. Előtte Magyarországot nem képviselték középiskolások.

## Elismerései
- A Magyar Érdemrend lovagkeresztje (2021)[2]
- Hettyei János-díj (2018)
- Bács-Kiskun Megyei Prima Díj (2014)[3]
- Magyar Köztársasági Arany Érdemkereszt (2006)[4]
- TIT-emlékérem (2002)
- Bács-Kiskun Megye Tudományos Díja (2000)